# Anton Pearson
Nils Anton Pearson, född 23 maj 1892 i Lund, död 1967, var en svensk träsnidare och målare.
Han var son till skomakaren Nils Persson och Maria Adolfsdotter och från 1929 gift med Grace Lane. Efter ett par års studier vid Tekniska aftonskolan i Lund anställdes han som medarbetare vid Folkets Tidning. Han utvandrade 1912 till Amerika och hamnade så småningom i Lindsborg, Kansas. Han studerade under några år för Birger Sandzén vid Bethany Colleges konstskola. Efter studierna ägnade han sig åt måleri men kom med tiden att övergå till träsnideri där han har porträtterat många typer bland pionjärtidens landsmän i Kansas. Som medlem i Smoky Hill Art Association medverkade han i föreningens utställningar. 